# Американський протей
Американський протей (Necturus) — рід хвостатих земноводних родини протеєвих (Proteidae). Має 5 видів.

## Опис
Загальна довжина представників цього роду коливається від 16 до 43 см. Голова велика, видовжений тулуб, довгий хвіст, маленькі лапи. Очі маленькі, дещо редуковані. Мають 3 пари зябер. У цих протеїв 4 пальці на передніх та задніх кінцівках. Забарвлення коричневого, бурого або сірого кольору, у деяких видів з різними плямами або цяточками.

## Спосіб життя
Полюбляють чисту, прозору, прісну воду. Ведуть водяний спосіб життя. Часто зустрічаються у печерах. Активні вночі. Живляться комахами, ракоподібними, молюсками, дрібною рибою, пуголовками.
Це яйцекладні земноводні.

## Розповсюдження
Поширені у США та південній Канаді.

## Види
- Necturus alabamensis Viosca, 1937
- Necturus beyeri Viosca, 1937
- Necturus lewisi Brimley, 1924
- Necturus maculosus (Rafinesque, 1818)
- Necturus punctatus (Gibbes, 1850)